# Kompot

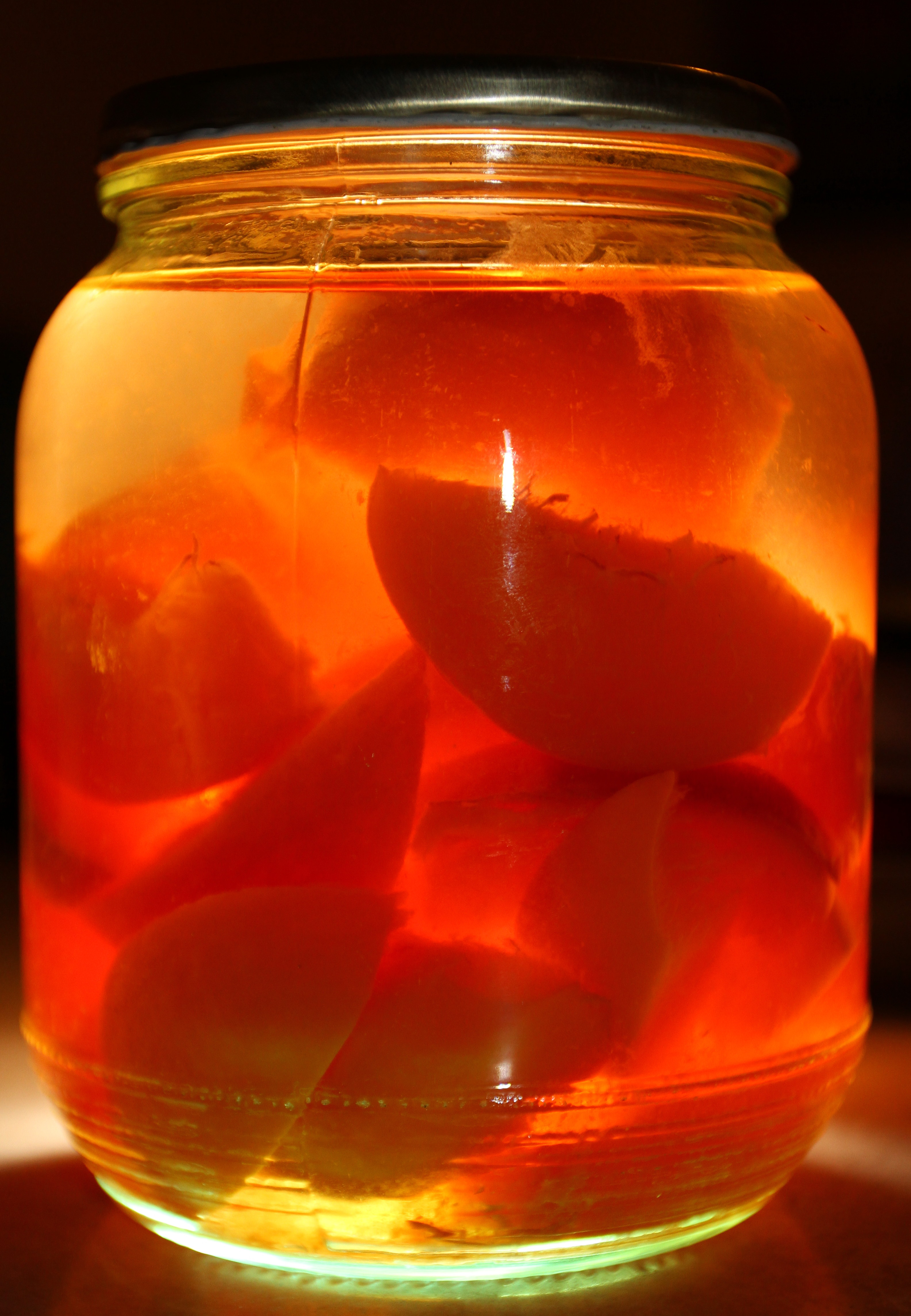
Um jarro de Kompot de pêssego.

Kompot é uma bebida não-alcoólica originária da Rússia, mas popular na Europa de Leste, que se prepara cozendo frutos, frescos ou secos, em um grande volume de água. Comumente, adicionam-se passas, mel ou açúcar ao gosto como adoçantes adicionais. É servida quente ou fria, dependendo da estação. 
Algumas vezes são adicionados temperos como canela ou baunilha, especialmente no inverno, época em que o Kompot é normalmente servido quente. 